# Tram TEM Ce 2/2 1-7
Le elettromotrici Ce 2/2 della Società Tram Elettrici Mendrisiensi (TEM), numerate da 1 a 7, erano una serie di vetture tranviarie a due assi utilizzate per l'esercizio della tranvia Chiasso-Riva San Vitale.

## Storia
Le elettromotrici vennero costruite nel 1910 dalla Schlieren, con parte elettrica Oerlikon, e immesse in servizio sulla nuova tranvia Chiasso-Riva San Vitale.
Nel 1918 un'unità, la n. 4, venne venduta alla rete di Zurigo, esercita dalla StStZ, presso la quale assunse il n. 143. Noleggiata alla Sernftalbahn (SeTB), ferrovia del canton Glarona, tra il 1946 e il 1949, venne demolita nel 1950 e le sue parti elettriche riutilizzate nel 1955 dalle officine SeTB di Engi-Vorderdorf per la costruzione di un'automotrice-bagagliaio.
Le restanti sei vetture restarono sulla tranvia mendrisiense fino alla chiusura della linea nel 1951; alla cessazione del servizio le vetture 2, 3 e 5 furono vendute alla ferrovia Lugano-Cadro-Dino (LCD), mentre le altre tre furono demolite o vendute a privati.
Le tre vetture comprate dalla LCD vennero rinumerate da 6 a 8, ed equipaggiate con nuovi pantografi al posto dei vecchi archetti; ripresero il servizio dal 1951 al 1953, utilizzate per il servizio tranviario svolto sulla tratta urbana della linea (dal Debarcadero di Lugano alla località La Santa). Dopo pochi anni, in seguito all'abolizione della terza classe, assunsero la nuova classificazione Be 2/2.
Le tre vetture cessarono il servizio rispettivamente nel 1964, nel 1965 e nel 1968 e vennero demolite. Dal 2006 la vettura 3 (LCD Be 2/2 8) è esposta, restaurata, presso un albergo di Mendrisio.